# Fraktil
En fraktil er en vis andel af et observationssæt. Eksempelvis er 0,40-fraktilen en angivelse af, at 40% af observationerne er under en given grænse.
Det er således en generalisering af percentil, kvartil og median.